# Hippocampus severnsi
Hippocampus severnsi är en fiskart som beskrevs av Lourie och Kuiter 2008. Hippocampus severnsi ingår i släktet Hippocampus och familjen kantnålsfiskar. IUCN kategoriserar arten globalt som otillräckligt studerad. Inga underarter finns listade i Catalogue of Life.